# Castello Ruffo di Nicotera
Il castello Ruffo di Nicotera è una residenza gentilizia che si erge nel centro storico di Nicotera, sede del "Civico museo archeologico" e del "Centro per lo studio e la conservazione della civiltà contadina del Poro".

## Storia
L'attuale fortificazione è opera dell'architetto Ermenegildo Sintes che, nel 1764, riconvertì il castello in residenza estiva per il conte Fulco Antonio Ruffo. L'edificio è dunque il risultato di una serie di ricostruzioni che il castello ha subìto nei secoli. L'edificio infatti, è stato eretto sulle rovine dell'antica fortezza svevo-angioina, realizzando torri angolari e ampie terrazze, dalle quali è possibile scorgere la marina sottostante.
Il primo castello edificato a Nicotera venne fatto erigere dal Duca normanno Roberto il Guiscardo alla seconda metà del dell'XI secolo, utile ad accogliere una consistente guarnigione militare e quindi proteggere la costa e la città. Per completare la conquista della Calabria meridionale il maniero venne ceduto al fratello gran conte Ruggero il Normanno, quale promotore per la realizzazione di centro amministrativo dell'edificio militare, per le eventuali operazioni di conquista della vicina Sicilia. Di sicuro ciò che ha caratterizzato il castello per tutto l'arco della sua vita è il continuo susseguirsi di distruzioni e ricostruzioni, dovute sia ai disastrosi terremoti (in particolare al terremoto del 27 marzo 1638), sia alle distruzioni operate dagli assalti dei saraceni nel 1074 e nel 1085; oppure nel curioso episodio del 1284, quando le truppe armate dell'ammiraglio aragonese Ruggero di Lauria, artefice della cacciata degli angioini dalla Calabria, distrussero completamente il castello che venne in seguito ricostruito dallo stesso Ruggero di Lauria.
Con l'avvento di Federico II sia la città che il castello subirono un processo di ampliamento e fortificazione secondo i canoni artistici degli svevi, costruendo e ampliando l'arsenale vicino al porto. Federico II fu artefice del principale sviluppo della città di Nicotera, pertanto è da considerare che il castello ebbe un ruolo principale nell'assetto della città.
Il castello durante il corso della sua vita ospitò illustri personaggi, quali san Bruno di Colonia, san Ludovico d'Angiò, papa Urbano II, Gioacchino da Fiore e l'imperatrice Costanza d'Altavilla.

## Architettura
La struttura, ad oggi ancora incompleta, fu edificata a pochi metri dai resti del precedente maniero normanno, di cui rimangono solo alcuni basamenti in pietra e una cisterna, in parte inglobati in un vicino palazzo gentilizio. La struttura appare come una massiccia mole dominante la sottostante Marina di Nicotera, con la facciata principale che presenta marcate analogie con la certosa di San Martino a Napoli.
La pianta del castello Ruffo di Nicotera è quadrilatera, con tre torri angolari, quadrilatere anch'esse, la quarta torre non venne mai realizzata. Le due torri frontali, collegate da un susseguirsi di sette arcate, sono messe in comunicazione da una balconata sorretta da mensole di granito grigio. Oltre alla quarta torre manca anche parte del prospetto, abbattuto dal violento terremoto del 1783 che colpì la piana di Sant'Eufemia.
I sotterranei del castello sono raggiungibili da un ingresso posto nel cortile interno del castello. Dall'ingresso, con portale in granito si accede a un corridoio con volta a botte, il quale fa da accesso anche al piano terra. Quest'ultimo ospita due ampie sale, la prima con volta a vela, mentre il secondo salone con volta a crociera è irraggiato dalle sette finestre che si aprono nelle sette arcate della facciata principale. Nel cortile del castello trova spazio un arco dal quale si accede all'atrio, pavimentato da grandi lastre di granito e adornato da un ampio scalone.
Leggende narrano come il castello sarebbe collegato alla Marina di Nicotera attraverso alcuni passaggi segreti, tanto che alcuni prigionieri del castello per verificare la veridicità dell'esistenza di tali cunicoli e permettere loro di attuare un piano di fuga, lanciarono all'interno delle angurie che rotolarono fino a raggiungere la Marina di Nicotera".
Il castello oggi
Il castello, dopo un'ulteriore ristrutturazione, è stato adibito a centro museale. Al piano terra, caratterizzato da grandi saloni, trova posto il Civico museo archeologico, mentre il primo piano dell'edificio ospita il "Centro per lo studio e la conservazione della civiltà contadina del Poro".